# La Alta Escuela
La Alta Escuela est un groupe de hip-hop espagnol, originaire de Séville, en Andalousie. Il est formé en 1998 par Tote King (MC), Juaninacka (MC), DJ Randy (DJ) et Juanma (MC) (un autre MC nommé El Tralla faisait également partie du groupe aux débuts mais abandonna par la suite), et séparé en 2000. Malgré leur courte existence, ils sont l'un des groupes pionniers du son hardcore de Séville aux côtés de SFDK et La gota que colma.

## Biographie
Le groupe se forme en 1998 comme un projet d'amis faisant du hip-hop pour s'amuser. Tout d'abord ils enregistrent une démo, jamais sortie à grande échelle mais qui est remarquée par les membres de SFDK. Ces derniers s'arrangeront pour les faire signer sur une maison de disques locale afin de réaliser un LP. Ils enregistrent leur 1er et unique album En pie de vuelo (avec des collaborations de SFDK, La Mala Rodriguez et La gota que colma) avant de se séparer et poursuivre des carrières solo chacun de leur côté.
Depuis la séparation du groupe, les anciens membres du groupe ont leurs carrières solo respectives, et plus particulièrement Tote King qui jouit d'un grand succès commercial ce qui a permis à la dernière génération de fans de hip-hop en Espagne de connaitre l'album de La Alta Escuela.
16 ans après leur séparation, le groupe, composé de Toteking, Juaninacka y El Cirujano, revient avec un nouveau single, intitulé Ready 4 War, accompagné d'un nouveau clip,.

## Discographie
- 1999 : En Pie de Vuelo (11 titres)

## Solos

### Juaninacka
- 2003 : Versión (EP)
- 2004 : Caleidoscopio
- 2005 : El Hombre (maxi)
- 2006 : Luces de Neón
- 2008 : 41100 Rock

### Juanma
- 2005 : El que Faltaba (EP)

### Tote King
- Big King XXL (démo)
- Duermen (maxi)
- 2003 : Matemáticas (EP)
- 2004 : Música para enfermos
- 2006 : Un tipo cualquiera
- 2008 : T.O.T.E.'

### DJ Randy
- 2000 : Otra historia de Coria...
- 2008 : Un peso pesado

### El Tralla
- 2002 : La Calle (démo)
- 2006 : Las Calles Hablan (maxi single)